# Isaac Albéniz
Isaac Albéniz (Camprodon, 29 de maio de 1860 - Cambo-les-Bains, 18 de maio de 1909) foi um compositor, pianista e dramaturgo espanhol.

## Biografia
Como uma criança excepcionalmente talentosa ao piano, Isaac Albéniz apresentou-se pela primeira vez publicamente em Barcelona, aos quatro anos. Dois anos depois, sua mãe o levou para Paris, onde, durante nove meses, ele estudou com Antoine-François Marmontel, um renomado professor de piano no Conservatório de Paris. Tentaram inscrevê-lo no conservatório, mas a admissão foi-lhe negada porque o menino era muito jovem. Ao retornar à Espanha, deu vários concertos e publicou sua primeira composição, uma "Marcha Militar".
Em 1868, a família mudou-se para Madri, onde Isaac passou a estudar na Escuela Nacional de Música y Declamación (atualmente Conservatório Real de Música). O jovem pianista inspirou imensos elogios e foi aclamado como o maior prodígio musical da Espanha na época, sendo muitas vezes comparado a Mozart. Logo, porém, Albéniz tornou-se inquieto e impaciente com seus estudos. Insatisfeito com sua situação, ele se rebelou, tentando fugir de casa várias vezes. Enquanto viveu em Madri, ganhava a vida tocando em bares até que foi capaz de organizar uma série de concertos que lhe rendeu uma soma considerável de dinheiro — o suficiente para permitir-lhe viajar a Cuba, Porto Rico e Estados Unidos.
Segundo Gilbert Chase e outros, uma vez em Nova York, Albéniz, vivendo quase como indigente, teve que trabalhar como porteiro de cais. Esses escritores afirmam que Albéniz também tocava piano, atraindo a atenção por brincar com as costas dos dedos enquanto estava longe do piano. Com truques como esse, ele ganhou dinheiro suficiente para viajar até San Francisco e para pagar seu caminho de volta para a Europa. Foi na América que ele provavelmente escreveu suas famosas canções com textos de Bécquer, de maneira irregular e fragmentada. Essas canções foram recentemente recuperadas sem danos: a primeira edição do álbum apareceu em 2014, com o roteiro nas mãos do produtor Borja Costa. No livro "Rimas de Bécquer: Complete Edition", é mencionado o estudo sobre a confusão entre as diferentes versões da pontuação, pois Albéniz escreveu duas versões, uma para voz e outra para recitador e piano, um gênero popular na época. A obra também traz informações relevantes sobre a influência da atmosfera musical americana na vida do jovem Albéniz durante sua estadia em Cuba.
Mais tarde, naquele mesmo ano, com a ajuda do conde Guillermo Morphy, secretário particular do rei Alfonso XII, Albéniz obteve uma bolsa de estudos para estudar no Conservatório de Bruxelas, onde, em 1879, ele ganhou o primeiro prêmio de desempenho no piano. Sua maior ambição no momento, porém, era estudar com Franz Liszt. Portanto, aos vinte anos, ele deixou Bruxelas para Budapeste, a fim de realizar seu sonho. Albéniz, ao que parece, viajou todo o caminho até a capital húngara, apenas para descobrir que Liszt não estava no país naquele momento.
Ao descobrir que Liszt não estava disponível, Albéniz retornou a Madri, onde ele passou os dois anos seguintes dando concertos e turnês pelas principais cidades da Espanha. Foi por volta dessa época que ele compôs suas primeiras obras para o teatro musical, incluindo três zarzuelas, uma das quais, "Catalanes de Gracia", foi bem recebida pela imprensa de Madri.
O ano de 1883 foi um ponto importante na vida de Albéniz. Depois de uma turnê sul-americana, ele se estabeleceu em Barcelona, onde conheceu Felipe Pedrell (1841-1922), que é às vezes descrito como o pai da música espanhola. Pedrell foi um professor, compositor e musicólogo que realizou uma quantidade considerável de pesquisa em música espanhola antiga. Um fervoroso nacionalista, Pedrell acreditava que os compositores espanhóis deviam escrever música em espanhol, ou seja, música enraizada na cultura espanhola, adquirindo sua expressão e técnicas das canções folclóricas e danças nativas. As ideias de Pedrell fizeram uma profunda impressão em Albéniz, que até aquele ponto compunha quase exclusivamente no estilo europeu de salão da época, com peças mais curtas e simples para piano no estilo de Schubert, Chopin e Brahms. Outro acontecimento importante de 1883 foi o casamento de Albéniz com uma de suas alunas, Rosita Jordana.
Em 1885, o casal mudou-se para Madri, onde Albéniz rapidamente se estabeleceu como professor de piano e intérprete virtuoso do mais alto nível. Seu estilo era tão impressionante que foi muitas vezes comparado ao de Liszt e Anton Rubinstein, os dois mais celebrados pianistas do século XIX. Sua carreira como pianista atingiu seu pico durante os anos de 1889 a 1892, quando ele visitou a Grã-Bretanha, Alemanha, Áustria, Bélgica e França. Seu maior sucesso veio em Londres, onde ele deu vários recitais, o primeiro dos quais foi no Prince's Hall em 12 de junho de 1889. Este foi seguido por apresentações no St. James's Hall, Steinway Hall e no Crystal Palace.
Albéniz compôs uma quantidade considerável de músicas em uma variedade de estilos. Por exemplo, as "Anciennes Suites", três suítes de danças neo-barrocas que datam de cerca de 1886; "Deseo: Estudio de concierto, op. 40", um concerto ao estilo de Liszt; "Chopinesque", seu primeiro concerto de piano; e "Concierto fantástico, Op. 40". Mas o mais importante é que, durante essa época, ele começou a produzir música instrumental que mostrava a influência dos idiomas espanhóis. Peças como "Suite Española, Op. 47" (Granada, Cataluña, Sevilla, e Cuba), "Seis Danzas Españolas" e "Rapsodia Española, Op. 70" para piano e orquestra foram todas compostas por volta de 1886-87. "Torre Bermeja" (Op. 92, No. 12), que foi incluída no programa do referido Prince's Hall, foi escrita em 1889.
Albéniz passou os anos de 1890 a 1893 principalmente em Londres, onde seu interesse em escrever para o teatro musical foi reacendido. Além de compor música para piano e dar concertos regularmente em Londres e outras grandes cidades europeias, ele escreveu algumas operetas e canções de sucesso, o que levou a ser nomeado temporariamente principal compositor e maestro do Prince of Wales Theatre.
Tempos depois, frustrado e com a saúde debilitada, Albéniz virou as costas para escrever para o teatro lírico e retornou à tarefa solitária de compor música para piano. Entre 1905 e 1909, ele produziu sua obra-prima, "Iberia", um conjunto de doze peças para piano, coletadas em quatro livros. Trabalhos de sofisticação notável e dificuldade técnica, essas "doze novas impressões" - como são chamadas no subtítulo - constituem uma síntese imaginativa do estilo espanhol (em sua maior parte da tradição andaluza), influenciado por Liszt, Dukas e D'Indy.
Em março de 1909, quase incapacitado por sua aflição, ele se mudou com sua família de Nice (onde tinham vivido desde 1903) para Cambo-les-Bains, nos Pirenéus franceses. Lá, ele morreu no dia 18 de maio de 1909. Seu corpo foi levado para Barcelona e sepultado no Adro Sudoeste. Isaac Albéniz é sempre descrito como tendo sido um homem bom e generoso, com um senso de humor, um extrovertido que era amado e respeitado por todos.
Foi uma das figuras mais importantes da história musical da Espanha, além de ter contribuído para criar um idioma nacional e uma escola nativa de música para piano. Estudou no Conservatório de Bruxelas. Foi influenciado por Franz Liszt, Paul Dukas, Vincent d'Indy, Felipe Pedrell, Debussy e Ravel, além de ter captado elementos da música pianística de salão do século XVIII, da harmonia impressionista e da música folclórica espanhola. Como pianista, ele era habilidoso e possuía um estilo muito pessoal.

## Obras com números opus
A seguir está uma lista de obras de Albéniz que têm um número Opus.
- Op. Op. 12: Pavana-Capricho para piano (1884)
- Op. Op. 23: Barcarola em dó bemol maior para piano (1884)
- Op. Op. 25: 6 Pequeños Valses para piano (1884)
  - No. 1 em lá bemol maior
  - No. 2 em mi bemol maior
  - No. 3 em lá maior
  - No. 4 em mi bemol maior
  - No. 5 em fá maior
  - No. 6 em lá bemol maior
- Op. Op. 28: Sonata para piano No. 1 em lá bemol maior (1884)
  - Primeiro movimento:
  - Segundo movimento: Scherzo
  - Terceiro movimento:
  - Quarto movimento (?):
- Op. Op. 37: Danzas Españolas para piano (1887)
  - Nº 1 em ré maior
  - No. 2 em si bemol maior
  - No. 3 em mi bemol maior
  - No. 4 em Sol maior
  - No. 5 em lá bemol maior
  - Nº 6 em ré maior
- Op. Op. 40: Deseo, Estudio de Concierto em si menor para piano (1885)
- Op. Op. 47: Suite Española No. 1 para piano (1882–89)
  - Nº 1: Granada
  - Nº 2: Catalunha
  - Nº 3: Sevilha
  - Nº 4: Cádis
  - No. 5: Astúrias
  - Nº 6: Aragão
  - No. 7: Castela
  - Nº 8: Cuba
- Op. Op. 54: Suite Ancienne No. 1 para piano (1886)
  - Nº 1: Gavotta
  - Nº 2: Minueto
- Op. Op. 56: Estudio Impromptu em si menor para piano (1886)
- Op. Op. 60: Sonata para piano No. 2 (perdida)
- Op. Op. 64: Suite Ancienne No. 2 para piano (1886)
  - Nº 1: Sarabanda
  - Nº 2: Chaconne
- Op. Op. 65: 7 Estudios en los tonos naturales mayores para piano (1886)
  - Nº 1 em dó maior
  - No. 2 em Sol maior
  - No. 3 em ré maior
  - No. 4 em lá maior
  - No. 5 em mi maior
  - No. 6 em si maior
  - No. 7 em fá maior
- Op. 66:
  - Rapsodia Cubana para piano
  - 6 Salão Mazurkas para piano
- Op. Op. 68: Sonata para piano No. 3 em lá bemol maior (1886)
  - Primeiro Movimento: Allegretto
  - Segundo Movimento: Andante
  - Terceiro Movimento: Allegro assai
- Op. Op. 70: Rapsodia Española para piano e orquestra (1886)
- Op. Op. 71: Recuerdos de Viaje para piano (1886-87)
  - Nº 1: En el mar (barcarola)
  - Nº 2: Leyenda (barcarola)
  - Nº 3: Alborada
  - No. 4: Na Alhambra
  - Nº 5: Puerta de Tierra
  - No. 6: Rumores de la Caleta (malagueña)
  - No. 7: En la playa
- Op. 72: Piano Sonata No. 4 in A major (1887)
  - First Movement: Allegro
  - Second Movement: Scherzo: Allegro
  - Third Movement: Minuetto: Andantino
  - Fourth Movement: Rondo: Allegro
- Op. 78: Concierto Fantástico for piano and orchestra (1887)
  - First Movement: Allegro ma non troppo
  - Second Movement: Rêverie et Scherzo: Andante – Presto
  - Third Movement: Allegro
- Op. 80: Recuerdos, Mazurka in G-flat major for piano
- Op. 81: Mazurka de Salon in E-flat major for piano
- Op. 82: Piano Sonata No. 5 in G-flat major (1887 ca.)
  - First Movement: Allegro non troppo
  - Second Movement: Minuetto del Gallo
  - Third Movement: Rêverie
  - Fourth Movement: Allegro
- Op. 83: Pavana fácil para manos pequeñas for piano (1888)
- Op. 92: 12 Piezas características for piano (1888)
  - No. 1: Gavotte
  - No. 2: Minuetto a Sylvia
  - No. 3: Barcarola (Ciel sans nuages)
  - No. 4: Plegaria
  - No. 5: Conchita (Polka)
  - No. 6: Pilar (Vals)
  - No. 7: Zambra
  - No. 8: Pavana
  - No. 9: Polonesa
  - No. 10: Mazurka
  - No. 11: Staccato (Capricho)
  - No. 12: Torre Bermeja (Serenata)
- Op. 95: Mazurka de Salon in E-flat major ("Amalia") for piano (1888)
- Op. 96: Mazurka de Salon in D minor ("Ricordatti") for piano (1889)
- Op. 97: Suite Española No. 2 for piano (1888)
  - No. 1: Zaragoza
  - No. 2: Sevilla
  - No. 3: Cadiz-gaditana
  - No. 4: Zambra granadina
- Op. 101: Rêves for piano (1891)
  - No. 1: Berceuse
  - No. 2: Scherzino
  - No. 3: Canton de amor
- Op. 102: Berceuse for cello/violin and piano
- Op. 111: Piano Sonata No. 7 in E-flat major
  - First movement:
  - Second movement: Minuetto
  - Third movement:
  - Fourth movement (?):
- Op. 164: 2 Danzas Espagñoles for piano (1889 ca.)
  - No. 1: Jota Aragonesa
  - No. 2: Tango
- Op. 165: España for piano (1890)
  - No. 1: Preludio
  - No. 2: Tango
  - No. 3: Malagueña
  - No. 4: Serenata
  - No. 5: Capricho Catalan
  - No. 6: Zortzico
- Op. 170: L'Automne-Valse for piano (1890s)
- Op. 181: Célèbre sérénade Espagnole for piano (1889 ca.)
- Op. 201: Les saisons for piano (1892)
  - No. 1: Le printemps
  - No. 2: L'été
  - No. 3: L'automne
  - No. 4: L'hiver
- Op. 202: Mallorca para piano
- Op. Op. 232: Cantos de España para piano (1892, rev.1898)
  - Nº 1: Prelúdio
  - Nº 2: Oriental
  - Nº 3: Sob a Palmeira
  - Nº 4: Córdoba
  - Nº 5: Seguidillas

## Obras sem número de opus
O resto das obras conhecidas de Albéniz, que também inclui aquelas que estão perdidas, parcialmente perdidas, incompletas, publicamente inacessíveis ou composições não realizadas. Algumas das obras listadas nesta seção têm um número de opus desconhecido, no entanto, não está listado na seção acima para preservar a precisão.

### Obras para piano
- Angustia: Romanza sin palabras (1886)
- Arbola-pian, zortzico
- Azulejos (incompleto; terminado por Enrique Granados) (1909)
- Balbina Valverde
- Cádiz-gaditana
- Champanhe
- 6 Danzas españolas |
- Diva pecado por (1886)
- Ibéria em 4 livros (1907-1908)
  - Livro 1:
    - Evocación
    - El puerto
    - Corpus Christi em Sevilha

  - Livro 2:
    - Rondeña
    - Almería
    - Triana

  - Livro 3:
    - El Albaicín
    - El polo
    - Lavapied

  - Livro 4:
    - Málaga
    - Jerez
    - Eritaña
- 3 Improvisações (Performances ao vivo gravadas na casa de Ruperto Regordosa Planas em três cilindros de cera em 1903. Transcrito pelo pianista Milton Ruben Laufer em 2009.)
- Marcha Militar (1868)
- Minuetto No. 1 (perdido)
- Minuetto No. 2 (perdido)
- Minuetto No. 3 em lá bemol maior
- Navarra (incompleto; terminado por seu pupilo Déodat de Séverac)
- Sonata para piano No. 6 (perdida)
- Serenata árabe
- 2 Memórias: Prelúdio, Astúrias (1899)
- Suite Antiga No. 3
- La Vega (1897) ·
- Zambra Granadina
- Zortzico em si menor

### Obras para piano e orquestra
- Concerto para piano No. 2 em E (incompleto) (1892)

### Obras orquestrais
- Suite Catalonia (parte 1 concluída, parte 2 e 3 não realizada)
- Suite característica (1889)
- Escenas Sinfonicas (1888) ·

### Trabalhos vocais

#### Canções para voz solo e piano
- 6 baladas Marquesa de Boloños
- O Catepilar
- Canção de Barberine
- Conselhos detidos por ratos (incompletos)
- Os dons de Deus
- O mesmo acontece com o amor
- Rindo do Amor (incompleto)
- 2 peças em prosa
- Rimas de Bécquer (6 canções)
- 4 Músicas
- 6 Canções (todas menos as nºs 2 e 3 estão perdidas)
- To Nellie (6 músicas)

#### Para refrão
- Domine, ne in furore tuo música fúnebre do Salmo 6

### Obras cênicas

#### Zarzuelas
- Cuanto más viejo (1881-1882, perdido)
- Catalanes de gracia (1882, perdido)
- San Antonio de la Florida (1894) ·
- La real Hambra (1902, incompleto)

#### Óperas
- O Opala Mágico (1892–1893)
- Pepita Giménez (janeiro de 1895)
- Henry Clifford (maio de 1895)
- Merlin (1897-1902)
- Lancelot (1902–1903, incompleto)
- Guinevere (não realizado)

## Partituras livres
- Partituras para guitarra sem direitos de autor (em francês)

- Obras de Albéniz no International Music Score Library Project
- Mallorca (Shockwave) BinAural Collaborative Hypertext Arquivado em 9 de março de  2007, no Wayback Machine.